# 天主教古魯埃教區
天主教古魯埃教區（拉丁語：Dioecesis Guruensis）是莫桑比克一個羅馬天主教教區，屬貝拉總教區。
教區成立於1993年12月6日，位於贊比西亞省東部，2006年有教友247,000人（佔轄區總人口16.7%）、十五個堂區、卅七名司鐸。現任教區主教為方濟·萊爾馬·馬丁內斯。